# ستيف سومنر
ستيف سومنر (بالإنجليزية: Steve Sumner) ، من مواليد 2 ابريل 1955 ، لاعب كرة قدم نيوزلندي سابق.
لعب مع منتخب نيوزلندا لكرة القدم.

## روابط خارجية
- ستيف سومنر على موقع الاتحاد الدولي (مؤرشف)  (الإنجليزية)
- ستيف سومنر على موقع قاعدة بيانات كرة القدم.إي يو (الإنجليزية)
- ستيف سومنر على موقع ناشيونال فوتبول تيمز (الإنجليزية)
- ستيف سومنر على موقع Soccerway.com (الإنجليزية)
- ستيف سومنر على موقع عالم كرة القدم.نت (الإنجليزية)
- ستيف سومنر على موقع كووورة